# Sydorowe
Sydorowe (ukr. Сидорове) – wieś na Ukrainie, w obwodzie donieckim, w rejonie kramatorskim. W 2001 liczyła 571 mieszkańców.